# Marco Porcio Catone (console 36)
Marco Porcio Catone (in latino: Marcus Porcius Cato; 5 a.C. circa – 38) è stato un magistrato e senatore romano, console dell'Impero romano.

## Biografia
Appartenente alla gens Porcia, Catone forse era legato per parentela agli illustrissimi Porcii Catones di Tusculum, che avevano prodotto Marco Porcio Catone il Censore e Marco Porcio Catone Uticense.
Catone, in ogni caso, fu una persona assai diversa dai suoi possibili antenati: dopo aver ricoperto la pretura, nel 28 egli, insieme agli altri ex-pretori Lucanio Laziare, Petilio Rufo e Marco Opsio, accusò con una complessa trama e fece condannare l'illustre cavaliere Tizio Sabino, amico di Germanico e della sua famiglia, solo perché spinto dalla brama di ottenere il consolato, a cui si poteva accedere ormai, secondo Tacito, solo con il benestare di Seiano, benestare ottenibile solo compiendo misfatti. Tuttavia, l'avvicinamento dei quattro ex-pretori a Seiano e la loro ostilità a Germanico e alla sua famiglia non avrebbero fatto dormire loro sonni tranquilli tra gli ultimi anni di Tiberio e il principato di Caligola, come Tacito afferma in modo ominoso:
(Tacito, Annales, IV, 71, 1 [trad. Bianca Ceva, BUR, con modifiche].)
In ogni caso, però, Catone riuscì a raggiungere il suo obiettivo: egli, infatti, divenne console suffetto per il secondo semestre del 36 insieme a Gaio Vettio Rufo, sostituendo a luglio la coppia di ordinari composta da Sesto Papinio Allenio e Quinto Plauzio. Durante il consolato di Catone, i Fasti Ostienses testimoniano per il 1º novembre l'incendio di parte del Circo Massimo e dell'Aventino, per la cui ricostruzione Tiberio diede cento milioni di sesterzi: l'incendio è attestato anche da Tacito, che testimonia anche la formazione, per stimare i danni del disastro, di un comitato di cinque persone, tra cui tutti i consolari progeneri del princeps Gneo Domizio Enobarbo, Lucio Cassio Longino, Marco Vinicio e Gaio Rubellio Blando, nonché il consolare Publio Petronio, inserito per nomina degli stessi consoli Rufo e Catone.
L'ultimo incarico ricoperto da Catone fu, sotto Caligola, quello di curator aquarum: egli subentrò alla morte del predecessore Gaio Ottavio Lenate nel 38, ma rimase in carica probabilmente per pochi mesi, forse solamente uno, evidentemente morendo nella seconda metà del medesimo anno, come aveva anticipato Tacito e probabilmente come vendetta dovuta al suo contrasto con la famiglia di Germanico. A Catone subentrò forse Aulo Didio Gallo, evidentemente come console designato, ma forse potrebbe esserci una lacuna, tra le tante, nel testo di Frontino che riporta la lista dei curatores aquarum.
Catone però ebbe dei discendenti: il Marco Porcio Catone ricordato in alcune iscrizioni attiche pare essere suo figlio, piuttosto che lui, e sempre suo figlio o forse figlio di un suo fratello fu con ogni probabilità il Marco Porcio Catone attestato come legatus Augusti pro praetore della provincia di Lusitania nel 46, mentre sua figlia o più probabilmente sua nipote - figlia del Catone ricordato in Attica - era Porcia, che sembra aver accompagnato il cugino Gellio Rutilio Lupo durante il suo proconsolato d'Acaia alla fine del principato di Claudio o più probabilmente sotto Nerone.